# 린후옌
린후옌(Linh Huyền, 1970년 6월 26일 ~ )은 베트남의 영화 배우, 텔레비전 배우이다.